# Тера Патрик
Тера Патрик (на английски: Tera Patrick) е артистичен псевдоним на Линда Ан Хопкинс (Linda Ann Hopkins) – американска порнографска актриса, еротичен модел и продуцент.

## Ранен живот
Родена е на 25 юли 1976 г. в град Грейт Фолс, щата Монтана, САЩ. Израства близо до Сан Франциско. Майка ѝ е тайландка, а баща ѝ е американски военен доктор от английски произход.
Завършила е микробиология в Калифорнийския университет.

## Кариера
Още преди да навърши 18 години работи като модел за каталози. В еротичния бранш навлиза в края на 90-те години, когато започва да се снима гола в софт порно. Първата ѝ поява в порноиндустрията е във филма „Aroused“. По-късно се появява и на кориците на списанията „Плейбой“ и „Пентхаус“.
През 2004 година естественият ѝ бюст 36D е уголемен на 36Е чрез силиконови импланти.
През 2002 г. Тера Патрик, Кира Кинър и Даша са на корицата на броя за месец март на американското издание на списание „Плейбой“. В същия брой е публикувана и фотосесия с тях и с други порноактриси.
Притежава своя продуцентска компания, наречена „Teravision“.
Водеща е на церемониите по връчване на порнографските награди на F.A.M.E. през 2007 г. заедно с Евън Стоун и на XBIZ през 2007 и 2013 г.
Носителка е на редица награди за еротично кино.
Поставена е на 2-ро място в класацията на списание „Комплекс“ – „Топ 50 на най-горещите азиатски порнозвезди за всички времена“, публикувана през септември 2011 г.

## Мейнстрийм изяви
През 2010 г. Тера Патрик публикува своите мемоари под заглавието „Грешникът получава всичко: спомени за любов и порно“.
Същата година тя играе главна роля в индонезийския филм на ужасите „Rintihan Kuntilanak Perawan“. Посещението ѝ в тази държава предизвиква критики от местната власт и различни организации. Индонезийският министър на съобщенията и информационните технологии Тифатум Сембинг заявява, че фактът, че порнозвездата Тера Патрик е пътувала до островната нация, за да снима местен филм на ужасите, изпраща ужасно послание, което осмива кампанията на страната против порното.
Патрик участва заедно с порноактрисите Лиса Ан, Рики Сикс, Джейдън Джеймс и Джеса Роудс във видеоклипа на песента „Dead Bite“ на американската рап метъл група Hollywood Undead.
През април 2015 г. тя и италианската порноактриса Витория Ризи се снимат с екипа на Ювентус и обещават да направят стриптийз, ако отборът от Торино спечели Шампионската лига по футбол.

## Обществени кампании
През 2004 г. се включва заедно с още няколко порноактриси – Ейнджъл Касиди, Съни Леони, Фелиша Тенг, Сенди Уестгейт и Ники Нова, както и моделите Лиса Бойл и Анджела Тейлър, в кампания срещу президента на САЩ Джордж Уокър Буш, наречена „No more Bush girls“, като участва във видеоклип, озаглавен „No More Bush“, в който тя и останалите момичета символично обръсват окосмеността по своите венерини хълмове и срамни устни, която окосменост на английски език се означава „Bush“, каквото е всъщност и името на американския президент срещу когото те протестират.

## Личен живот
На 9 януари 2004 г. се омъжва за вокала на метал-бандата Biohazard Евън Зайнфелд, но двамата се развеждат на 30 септември 2009 г.

## Награди и номинации
Зали на славата и награди за цялостно творчество
- 2007: NightMoves зала на славата.[20]
- 2009: AVN зала на славата.[21]
- 2009: XBIZ награда – ASACP Service Recognition.[22]
- 2013: Exxxotica Fannys награда за цялостно творчество.[23]
- 2014: XRCO зала на славата.[24][25]

Носителка на индивидуални награди
- 1999: CAVR награда за най-добра нова звезда.[26]
- 2000: Hot d'Or награда за най-добра американска звезда.[27]
- 2000: NightMoves награда за най-добра нова звезда (избор на авторите).[28]
- 2000: CAVR награда за любима звезда на феновете.[29]
- 2000: Пентхаус любимец за месец февруари.[30]
- 2001: XRCO награда за звезда на годината.[31]
- 2001: Hot d'Or награда за най-добра американска актриса.[27]
- 2002: AVN награда за най-добро закачливо изпълнение – „Островна треска“.[32]
- 2006: Temptation награда за мейнстрийм кросоувър звезда.[33]
- 2001: NightMoves награда за най-добра актриса/жена изпълнител (избор на феновете).[28]
- 2007: F.A.M.E. награда за любима жена звезда.[7]
- 2007: Adam Film World награда за кросоувър жена изпълнител на годината.[34]
- 2007: Extasia награда за най-добра международна актриса.[35]
- 2008: F.A.M.E. награда за любима жена звезда.[36]
- 2009: XBIZ награда за кросоувър звезда на годината.[22]
- 2009: F.A.M.E. награда за любима жена звезда.[37]
- 2010: XFANZ награда – почест за суперзвезда.[38]

Номинации за индивидуални награди
- 2001: Номинация за AVN награда за най-добра актриса (видео) – „Секс остров“.[39]
- 2006: Номинация за CAVR награда за MVP на годината.[40]
- 2006: Финалистка за F.A.M.E. награда за любима порноактриса.[41]
- 2006: Номинация за Temptation награда за най-добра актриса (видео) – за изпълнението на ролята ѝ във видеото „Отчаяна“.[42]
- 2006: Номинация за Temptation награда за съблазнителка.[42]
- 2007: Номинация за AVN награда за Crossover звезда на годината.[43]
- 2007: Номинация за AVN награда за звезда на годината на договор.[43]
- 2007: Финалистка за F.A.M.E. награда за любими гърди.[44]
- 2007: Финалистка за F.A.M.E. награда за любим изпълнител на всички времена.[44]
- 2007: Номинация за NightMoves награда за най-добра актриса.[45]
- 2008: Номинация за AVN наградата на Джена Джеймисън за Crossover звезда на годината.[46]
- 2008: Номинация за AVN награда за най-добра POV секс сцена – за изпълнението ѝ на сцена във филма „InTERActive“.[46]
- 2008: Номинация за XBIZ награда за жена изпълнител на годината.[47]
- 2008: Номинация за CAVR награда за MVP на годината.[48]
- 2009: Номинация за AEBN VOD награда за изпълнител на годината.[49]
- 2010: Номинация за XBIZ награда за Crossover звезда на годината.[50]

Номинации за награди за изпълнение на сцени
- 2008: Номинация за AVN награда за най-добра POV секс сцена – за изпълнение на сцена във филма „ИнТЕРАктив“.[46]
- 2009: Номинация за AVN награда за най-добра соло секс сцена – за изпълнение на сцена във филма „Тера продължава гонзо“.[51]

Други признания и отличия
- 2005: 34-то място в класацията на списание FHM за 100-те най-секси жени.[2]
- 2006: 37-о място в класацията на списание FHM за 100-те най-секси жени.[2]
- 2007: 77-о място в класацията на списание FHM за 100-те най-секси жени.[2]
- 2011: Победителка в класацията на списание „Комплекс“ – „15-те най-горещи порнозвезди над 30“.[52]
- 2011: 2-ро място в класацията на списание „Комплекс“ – „Топ 50 на най-горещите азиатски порнозвезди за всички времена“.[5]